# 矩問題
数学上，矩问题詢問是否可以由一個测度 μ 的矩序列
{\displaystyle m_{n}=\int _{-\infty }^{\infty }x^{n}\,d\mu (x)\,}
確定該測度。更一般地，亦可考虑序列
{\displaystyle m_{n}=\int _{-\infty }^{\infty }M_{n}(x)\,d\mu (x)\,.}
其中 Mn 為任意一列函數。

## 簡介
最典型的例子中，μ 取為實數線上的測度，並取 M 為序列 {xn : n = 0, 1, 2, ... }. 此種矩问题源自概率论，其意義為：是否存在一個概率測度，其平均数、方差等組成的序列等於給定的序列，又及該測度是否唯一。
矩問題當中，有三種以人名命名，分別為：允許 μ 的支撑集為全條實軸的Hamburger 矩問題、支撑集為 [0,+∞) 的斯蒂爾吉斯矩問題，以及支撑集為有界閉區間（不失一般性可設為 [0, 1]) 的豪斯多夫矩問題。

## 存在性
一個序列 mn 為某個測度 μ 的矩，當且僅當其汉克尔矩阵 Hn,
{\displaystyle (H_{n})_{ij}=m_{i+j}\,,}
為半正定。 這是因為一個半正定的汉克尔矩陣對應一个线性泛函 {\displaystyle \Lambda }，其滿足 {\displaystyle \Lambda (x^{n})=m_{n}} 和 {\displaystyle \Lambda (f^{2})\geq 0}（即：當作用於多项式的平方和時，其結果非負）。假设 {\displaystyle \Lambda } 可以扩展成 {\displaystyle \mathbb {R} [x]^{*}} 的元素。在单变量的情况下，非負的多项式必為若干個多項式的平方和，故线性泛函 {\displaystyle \Lambda }於非負多项式處均取非負值。由 Haviland (1936)，該线性泛函有測度形式，亦即 {\displaystyle \Lambda (x^{n})=\int _{-\infty }^{\infty }x^{n}d\mu }. 在有界區間 [a, b] 上，測度 {\displaystyle \mu } 的存在性也有類似形式的充要條件。
可用以下方法證明上述結論。設线性泛函 {\displaystyle \scriptstyle \varphi } 將多项式
{\displaystyle P(x)=\sum _{k}a_{k}x^{k}}
映到
{\displaystyle \sum _{k}a_{k}m_{k}.}
若 mkn 為以 [a, b] 為支撑的測度 μ 的矩，則
| φ(P) ≥ 0 對任意在 [a, b] 上非負的多項式 P 都成立。 |  | 1 |

反之，如果 (1) 為真，則可運用M. 里斯擴展定理將 {\displaystyle \phi } 擴展成 C0([a, b]) 上的線性泛函，其滿足
| {\displaystyle \varphi (f)\geq 0\quad \forall f\in C_{0}([a,b]),\;f\geq 0}. |  | 2 |

由里斯表示定理，(2) 成立當且僅當存在以 [a, b] 為支撐的測度 μ ，使得
{\displaystyle \varphi (f)=\int f\,d\mu }
对任意的 f ∈ C0([a, b]) 成立。
由此可見， {\displaystyle \mu } 的存在性等價於 (1). 再利用 [a, b] 上的非負多項式的表示定理，即可將 (1) 寫成一個關於汉克尔矩阵的條件。
詳見 Shohat & Tamarkin 1943 和 Krein & Nudelman 1977 。

## 唯一性
豪斯多夫矩問題中，可由魏尔斯特拉斯逼近定理得到 μ 的唯一性。該定理斷言：[0, 1] 上的連續函數集中，在一致範數的意義下，多項式集是稠密的。至於在無窮區間上的矩問題，唯一性是一個更深入的問題。參見 Carleman 條件(1922)、Krein 條件 (1940s) 和 Akhiezer (1965).

## 变式
矩問題的一個重要變式是截尾矩問題，其研究具有給定前 k （不為無窮大）階矩的測度的性質。截尾矩問題的研究成果，可以應用在极值问题、优化理論，以及概率论的極限定理上。 参见： 切比雪夫–马可夫–斯蒂爾吉斯不等式 和 Krein & Nudelman 1977.